# Päpstliches Collegium Nepomucenum

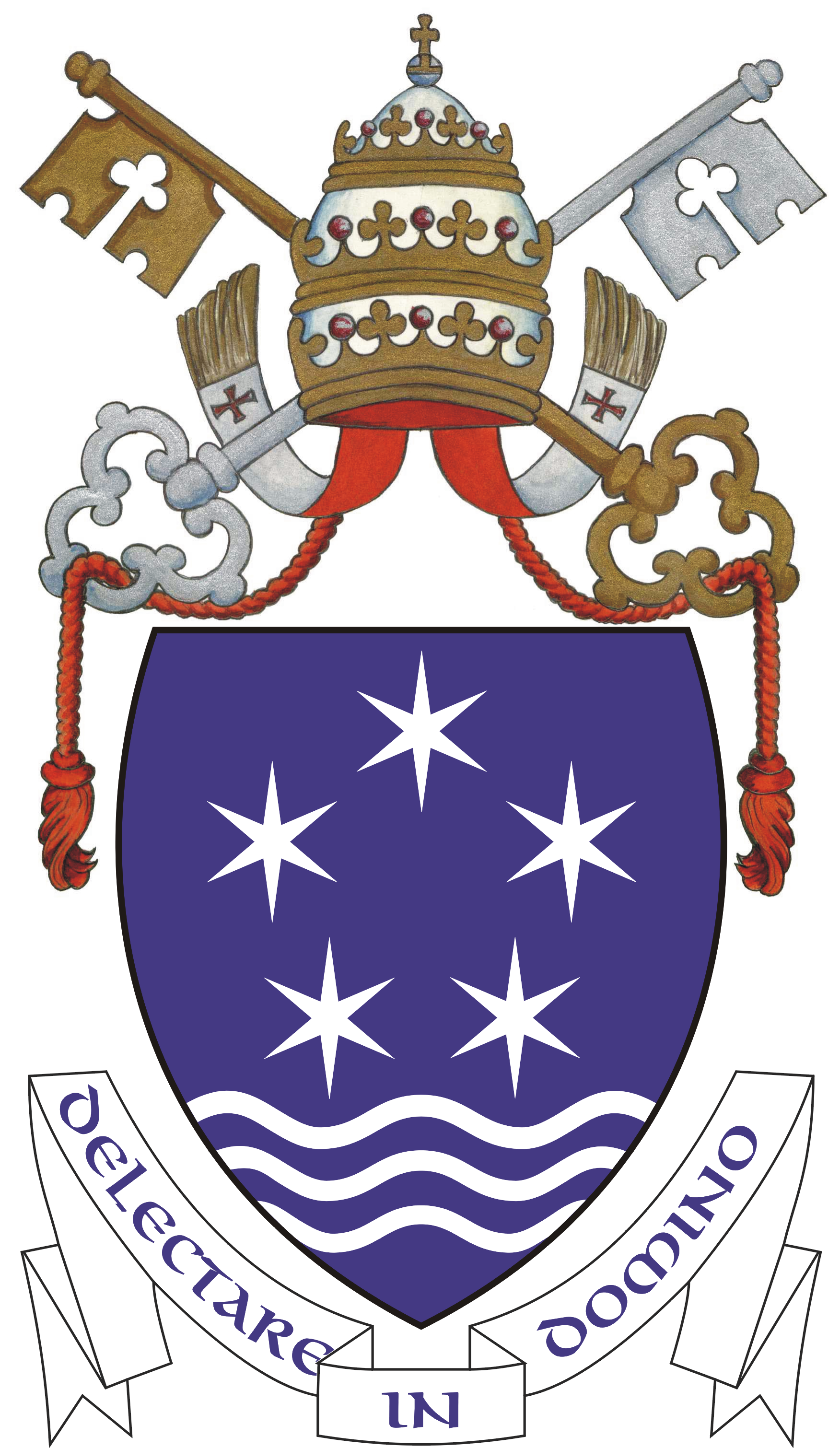
Wappen des Nepomucenum

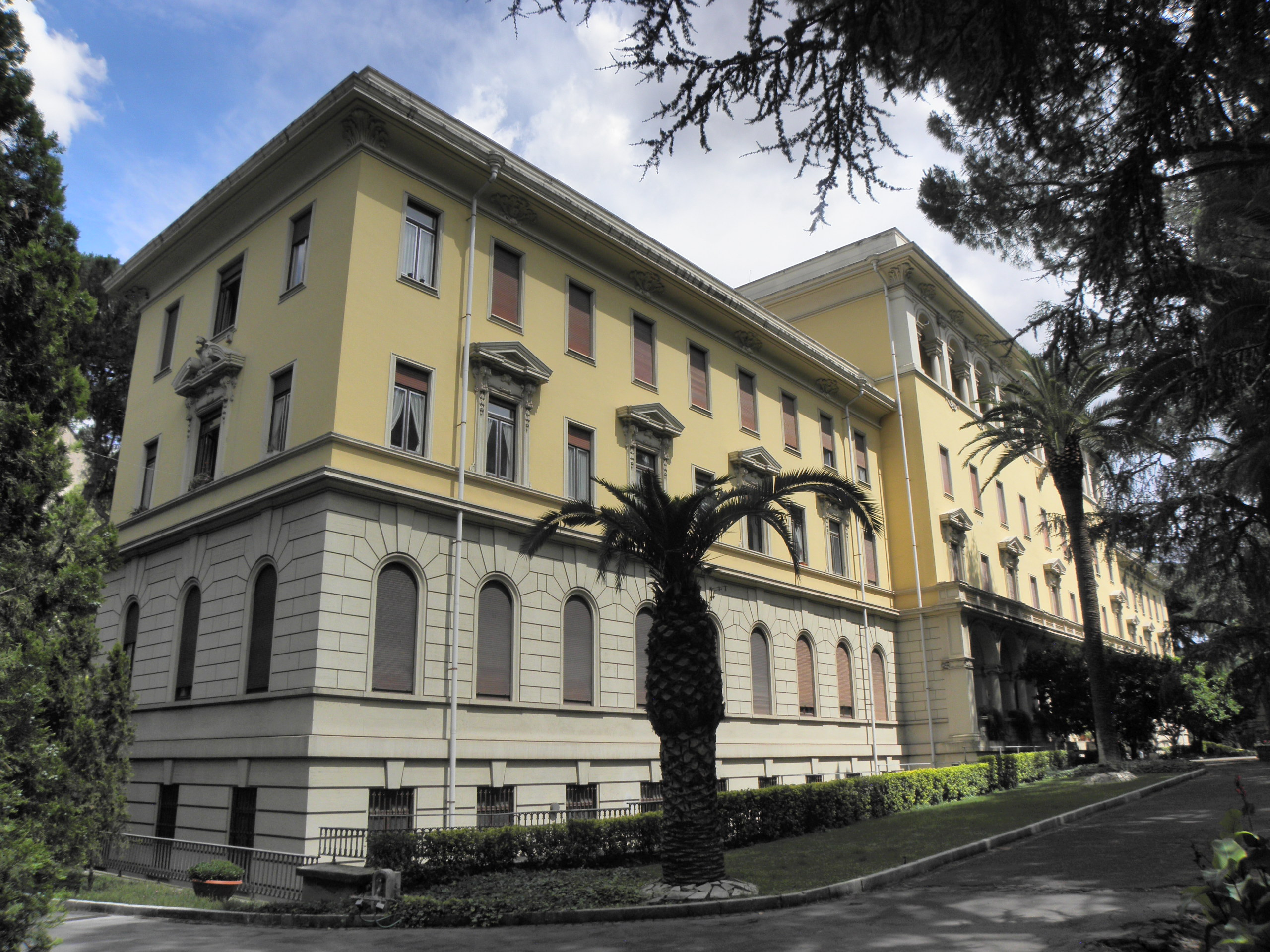
Nepomucenum

Das Päpstliche Collegium Nepomucenum (lat.: Pontificum Collegium Nepomucenum, ital.: Pontificio Collegio Nepomuceno a Roma, engl.: Pontifical College Nepomucenum at Rome; tschech.: Papežská kolej Nepomucenum v Římě) ist ein Päpstliches Kolleg in Rom.

## Geschichte
Vorläufer des Nepomucenum, des tschechischen Kollegs in Rom, war das am 4. November 1884 gegründete Böhmische Kolleg (Collegium Bohemicum) als Ableger des Collegio Teutonico di Santa Maria dell’Anima. Die Mährer studierten anfangs noch am Pontificium Collegium Germanicum et Hungaricum de Urbe. 1890 erfolgte die päpstliche Anerkennung durch Papst Leo XIII. Am 23. April 1929 wurde das Gebäude in der Via Concordia bezogen, zugleich erfolgte die Umbenennung in »Collegium Nepomucenum« als Stiftung des böhmischen Adels der Häuser Schwarzenberg und Fürstenberg. Namensgeber ist der 1729 heiliggesprochene, böhmische Priester und Märtyrer Johannes Nepomuk. Bis 1938 studierten auch deutschböhmische und deutschmährische Priesteramtskandidaten aus den Diözesen Böhmens und Mährens an dieser Ausbildungsstätte in Rom. Papst Johannes Paul II. war Gast der 100-Jahr-Feier im Jahre 1984. Seit dem Ende der Tschechoslowakei 1992 wird das Kolleg ausschließlich von Tschechen besucht; die Slowakische Bischofskonferenz gründete das Päpstliche slowakische Collegium Kyrill und Methodius (Pontificio Collegio Slovacco dei Santi Cirillo e Metodioc).
Träger des Collegium Nepomucenum ist die Tschechische Bischofskonferenz.
Im Gebäude des Nepomucenum ist auch das Český historický ústav v Římě (Istituto storico ceco di Roma, Tschechisches Historisches Institut in Rom) untergebracht. Die 1993 gegründete Einrichtung ist eine Abteilung des Historischen Instituts der Tschechischen Akademie der Wissenschaften.

## Rektoren
- Benedetto Lorenzelli, Rektor von 1884 bis 1893
- Paolo Leva, Rektor von 1893 bis 1904
- Pietro di Maria, Rektor von 1904 bis 1906
- Francesco di Paola Solieri, Rektor von 1907 bis 1919
- Leopoldo Capitani, Rektor von 1919 bis 1926
- Alfredo Ottaviani, Rektor von 1926 bis 1928
- Ferdinando Roveda, Rektor von 1928 bis 1950
- Alfredo Bontempi, Rektor von 1950 bis 1963
- František Planner, Rektor von 1964 bis 1970
- Karel Vrána, Rektor von 1977 bis 1993
- Karel Pilík, Rektor von 1993 bis 1995
- Karel Janoušek, Rektor von 1995 bis 1998
- Jan Mráz, Rektor seit 1998